# 浮島堂
浮島堂（うきしまどう）は、静岡県掛川市にある仏堂。浮島観音堂（うきしまかんのんどう）とも呼ばれる。

## 概要
静岡県掛川市小貫に所在し、本尊として観世音菩薩を祀っている。創建された年ははっきりしないが、当初は小さな祠に観世音菩薩が祀られていたと推察されている。寛延3年（1750年）、小貫の住民5名を中心に仏堂が造営され、「浮島観音堂」と呼ばれるようになった。文政元年（1818年）にこの本堂が再建され、その後度重なる改修を繰り返しながらも、現存している。なお、御詠歌も遺されている。

## 伝承

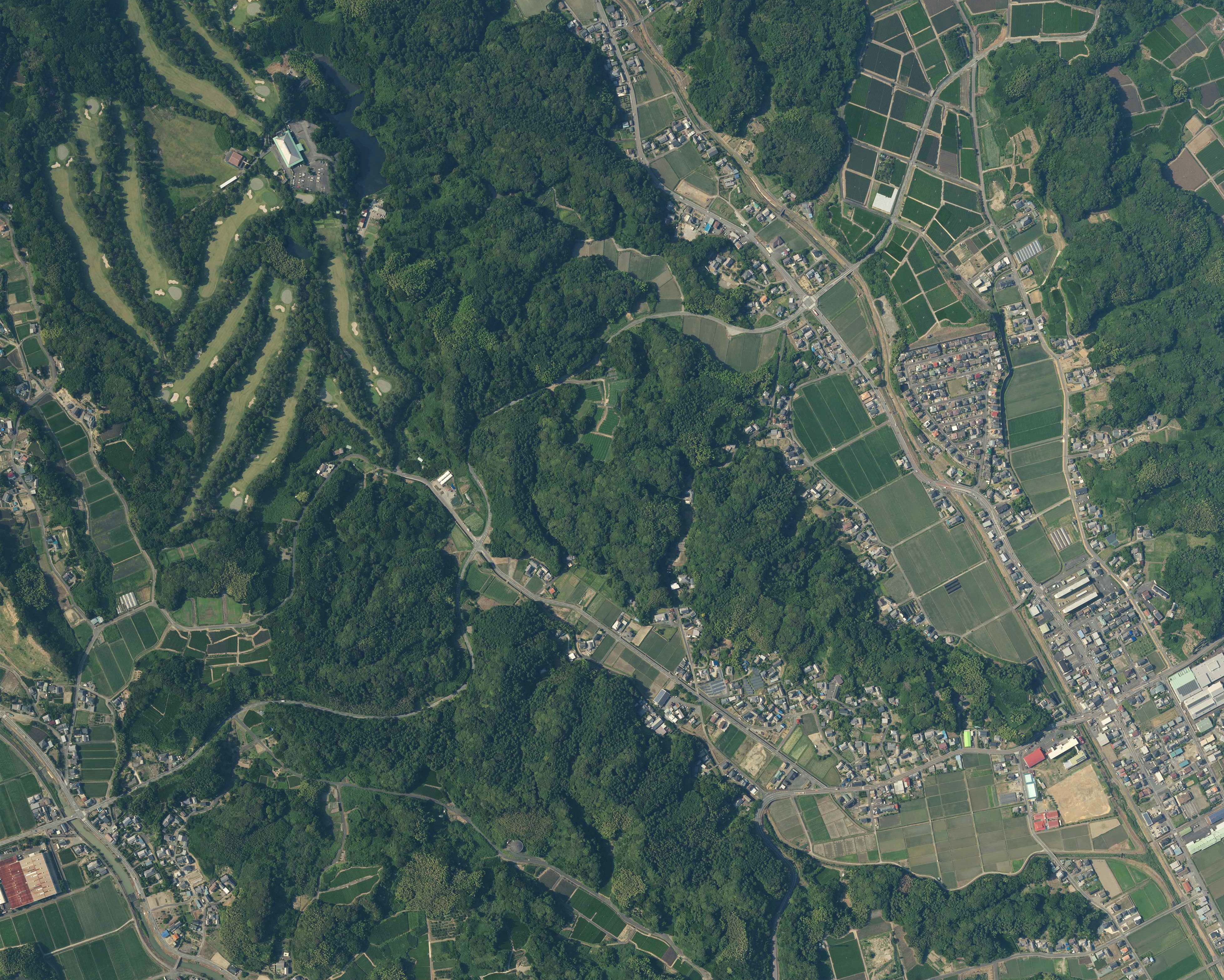
静岡県掛川市小貫の航空写真（2020年6月16日）。浮島堂は小貫の中央の平地に位置している

昔、長雨による洪水に見舞われ、小貫の地は泥水の海のような状態となってしまった。このとき、一本の松の木が海に浮かぶ島のように見えたことから、この松は「浮島の松」と呼ばれるようになり、その周辺の地を「浮島」と呼ばれるようになった。やがて洪水がようやく治まると、浮島の松の枝に漂着した木造の観世音菩薩像が引っかかっているのが発見された。小貫の住民は、浮島の松の根本に小さな祠を造り、その観世音菩薩像を祀ることにしたという。しかし、祠のことは、人々から次第に忘れられようとしていた。
ところが、寛延3年（1750年）、浮島の松の直上に眩しい光明が出現し、昼夜問わず七日七晩輝き続けたため、多くの見物客が詰めかける騒ぎとなった。同年6月17日、小貫の早川清八、尾澤平右衞門、鈴木惣右衞門、原川久五郎、大石作右衞門の5名の夢枕に人が立ち、「この度、大慈大悲の観世音菩薩が浮島の松に現れ、国家の災害を防ぎ衆生の幸福を計らんとするのである。汝ら速やかに一宇の堂を建立して、永久に大悲の加護をうくべし」と告げて消えていったという。同日同時刻に5名が揃って同じ夢を見たことが伝わると、祠のことを知る古老らは「観音様が御再来なさったのだ」と畏れ慄いたという。驚いた早川、尾澤、鈴木、原川、大石は、熱心に相談のうえで仏堂を造営することにした。この話を伝え聞いた人々も、寄進や協力を惜しまなかったため、同年7月17日に完成した。仏堂には観世音菩薩像が一体安置され、「浮島観音堂」と命名された。意正院住職の榮嚴を招いて開眼法要が営まれ、小貫の住民が総出で出席したという。
その後、近隣からの信仰を集めるとともに、しばしば小貫の子供たちの遊び場ともなった。子供たちが遊んでいても大きな怪我をするようなことはなく、これも観世音菩薩の加護によるものだとされている。

## 本尊
観世音菩薩
本尊である観世音菩薩像は、金色の身体に黒衣を纏った大きな像である。それとは別に、小さな木像が4体遺されており、このうちの1体が浮島の松に漂着したものと推察されている。どこから流れ着いたのかについては諸説あるものの、確定的な情報はなく、不明なままである。また、昭和24年（1949年）3月、戦没者23柱がともに祀られることになった。

## 境内
境内はそれほど広くはなく、緑地としての現況面積はおよそ0.02ヘクタールである。境内には本堂とは別に地蔵堂が建てられており、地蔵菩薩像が祀られている。また、秋葉堂が建てられており、秋葉権現のための常夜灯を灯している。そのほか、境内には歌碑が建立されており、歌人でもあった方教（原川久一郎）、寛岡（原川孫九郎）、景貞（原川廣太郎）が浮島堂を詠んだ短歌が刻まれている。浮島の松は、明治22年（1889年）8月の夜に音を立てて倒れたが、本堂には何の被害もなかった。本堂に隣接し覆い囲うように生えていたにもかかわらず、本堂に何の傷もつけずに倒れたため、住民らを驚かせた。なお、画家の晩霞による『霊松の図』と題した掛軸が遺されており、それには茂っていたころの浮島の松が描かれている。

## 沿革

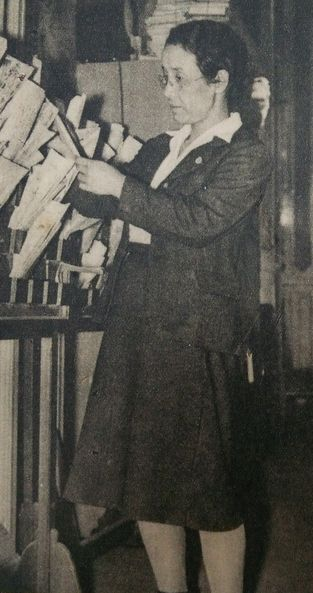
浮島講賛同者の山崎道子

漂着した観世音菩薩像は小さな像であり、それを祀っていた創建当時の祠も小規模なものであったと推察されている。また、寛延3年（1750年）7月17日に完成した仏堂も、着工から僅かな期間で完成に漕ぎ着けていることから、それほど大きなものではなかったと推察されている。その後、宝暦6年（1756年）2月には、地蔵菩薩像を祀る地蔵堂が建てられている。文政元年（1818年）、本堂である仏堂が再建されることになり、これが現存する本堂の原型となっている。ただ、屋根については、もともと茅葺屋根であったが昭和2年（1927年）12月に黒青色のトタン屋根に葺き替えられ、昭和47年（1972年）には赤橙色の屋根に葺き替えられた。また、昭和24年（1949年）3月に戦没者23柱も祀られることになったことにともない、本堂の祭壇の拡幅、および、部屋の増築が行われている。
大正2年（1913年）10月6日から10月8日にかけ、開帳が行われた。それにともない、臨時で芝居小屋が設けられ、役者を招いて芝居興行が打たれた。また、福引なども催され、多数の参拝客を集めたという。昭和23年（1948年）7月17日、浮島講が設立されることになり、その趣意書には「戦後の思想の混乱が目に余る状態である」と現状を憂いたうえで「国民文化を建て直す基盤は農村人をおいて他ならない」との決意が謳われていた。かつて貴族院議員を務めた德川慶光、衆議院議員の山崎道子、同じく衆議院議員の勝間田清一、のちに衆議院議員となる細田綱吉ら167名が賛同者として名を連ねた。この講が発足したことで、毎月9日の念仏と、毎年7月17日の観世音菩薩と戦没者英霊に対する施餓鬼会が恒例となった。翌年9月には講の発足を記念して開扉法要と大念仏会が行われ、奉納相撲も披露された。